# Sodar

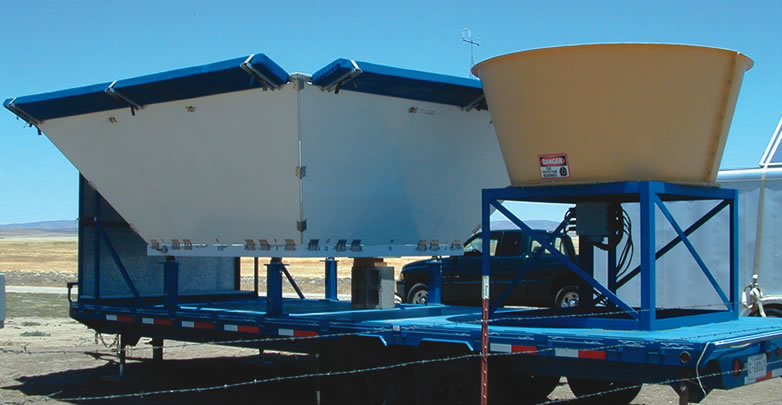
SODAR

Sodar (ang. sound detection and ranging) – instrument badający atmosferę za pomocą rozpraszania fal dźwiękowych na fluktuacjach powietrza (turbulencja atmosferyczna). Instrument służy do badania prędkości wiatru na różnych poziomach. Zawirowania w małej skali poruszają się ze średnim wiatrem i za pomocą analizy zmiany częstotliwości odbitego sygnału można określić prędkość wiatru od lub do anteny z detektorem ustawionych na ziemi (tzw. prędkość radialna). Za pomocą trzech anten (skierowanych w różnych kierunkach), można określić horyzontalną i pionową składową kierunku wiatru i jego prędkość. Sodar jest przykładem instrumentu teledetekcyjnego.